# اسپارگرا
اسپارگرا (به اسپانیایی: Esparreguera) یک شهرستان در اسپانیا است که در استان بارسلون واقع شده‌است.

## خصوصیات
اسپارگرا ۲۷٫۴۷ کیلومترمربع مساحت و ۲۱٬۸۵۵ نفر جمعیت دارد و ۱۸۷ متر بالاتر از سطح دریا واقع شده‌است.